# Verena Loewensberg
Verena Loewensberg (* 28. Mai 1912 in Zürich; † 27. April 1986 ebenda) war eine Schweizer Malerin und Vertreterin der Zürcher Schule der Konkreten.

## Leben
Verena Loewensberg kam als älteste Tochter einer sechsköpfigen Ärztefamilie in Zürich zur Welt. Nach zwei Jahren Kunstgewerbeschule Basel (1927–1929) machte sie eine Lehre als textile Weberin in Speicher AR. 1931 heiratete sie den Designer Hans Coray. Das Paar hatte zwei Kinder: 1943 Geburt des Sohnes Stephan, 1946 der Tochter Henriette. Es folgten Kunstaufenthalte an der Academie Moderne in Paris, die Zusammenarbeit mit Auguste Herbin und die Trennung von ihrem Ehemann. In dieser Zeit begann die lebenslange Freundschaft mit dem Maler Max Bill und seiner Frau Binia.
1936 malte sie die ersten konkreten Bilder und half 1937 bei der Gründung der allianz, einer Vereinigung moderner Künstler in Zürich. In deren Zentrum formierten sich die Zürcher Konkreten, zu deren Kern Loewensberg mit Max Bill, Camille Graeser und Richard Paul Lohse gehörte. Sie beteiligte sich an deren erfolgreichen Gruppenausstellungen. Daneben liess sie sich vom Werk Vantongerloos und Mondrians inspirieren. In den 1950er- und 1960er-Jahren arbeitete sie für Guhl und Geigy. Des Weiteren lehrte sie.
Die zweifache Mutter verdiente ihren Lebensunterhalt mit Stoffentwürfen und führte eine Zeit lang ein Musikgeschäft an der Rössligasse in Zürich. Ab den 1970er-Jahren konnte sie von ihrer Kunst leben.
Sie fand auf dem Friedhof Sihlfeld ihre letzte Ruhestätte.

## Werke
Loewensbergs Werk fällt durch ihren Einfallsreichtum, die Verweigerung einer eigenen formulierten Theorie und durch das Fehlen jeglichen Kommentars auf, was sich auch in den nicht existierenden Bildtiteln manifestiert. Ich habe keine Theorie, ich bin darauf angewiesen, dass mir etwas einfällt, pflegte Verena Loewensberg zu ihrer Kunst zu sagen. Die späten Werkgruppen sind von der japanischen Askese und fernöstlicher Lebensphilosophie beeinflusst und gelten als Höhepunkte ihrer Karriere.

## Ausstellungen
- 1977: Galerie Karin Fesel, Wiesbaden
- 1992: Retrospektive. Aargauer Kunsthaus, Aarau
- 7. März bis 25. April 1999: Museum gegenstandsfreier Kunst, Otterndorf (Deutschland)
- 23. November 2006 bis 31. März 2007: Unendliche Folgen. Haus Konstruktiv, Zürich
- 22. April bis 12. Juni 2009: Verena Loewensberg – Druckgraphik. Graphische Sammlung der ETH Zürich
- 12. Mai bis 5. August 2012: Retrospektive. Kunstmuseum Winterthur
- 22. Februar bis 19. Juni 2022: Rétrospective. MAMCO, Genf